# بني مجدول
قرية بني مجدول هي إحدى القرى التابعة لمركز كرداسة في محافظة الجيزة في جمهورية مصر العربية. حسب إحصاءات سنة 2006، بلغ إجمالي السكان في بني مجدول 18026 نسمة، منهم 9336 رجل و8690 امرأة.

## التاريخ
قرية بني مجدول من القرى القديمة، حيث ذكرها ابن الجيعان في كتابه التحفة السنية ضمن أعمال الجيزية.